# Леон Кантав
Леон Кантав — гаїтянський військовий та політичний діяч, виконував обов'язки президента упродовж 5 днів у травні 1957 року.

## Кар'єра
У 1956 році президент Поль Маглуар спробував продовжити свій термін, який закінчувався 6 грудня. Кантаве виступив проти цих диктаторських планів і був заарештований режимом Маглуара за «підбурювання до повстання». 13 грудня, після падіння Маглуара і його звільнення, новий президент Жозеф Немур П'єр-Луї призначив Кантаве начальником штабу армії . На цій посаді Кантаве публічно виступав за політичний нейтралітет збройних сил .
На початку 1957 року проти уряду П'єра-Луї спалахнув загальний страйк, який призвів до відставки президента П'єра-Луї 3 лютого. Генерал Кантаве оголосив нейтралітет щодо страйку,  його солдати не зробили жодного пострілу в натовп. Дізнавшись про відставку П'єра-Луї, Кантаве викликав 7 кандидатів у президенти до штаб-квартири, щоб проінформувати їх про ситуацію . Після нескінченних дебатів, 7 лютого парламент Гаїті обрав Франка Сільвена тимчасовим президентом, одного з оголошених кандидатів .
2 квітня 1957 Кантаве змусив президента Франка Сильвена піти у відставку і помістив його під домашній арешт в результаті державного перевороту, стверджуючи, що Сильвен був причетний до громадянських заворушень.  Кантаве тепер мав владу в своїх руках, але вирішив, що криза повинна бути вирішена цивільними особами. 6 квітня Кантаве створив Виконавчу урядову раду (CEG), колегіальний уряд, сформований з представників, призначених кандидатами в президенти .
Після того, як Виконавча рада ухвалила рішення про його звільнення на користь начальника поліції П'єра Армана, Кантаве знову узурпував владу 20 травня, проголосивши розпуск CEG . Це призвело до атмосфери громадянської війни, яка майже матеріалізувалася 25 травня, коли відбулася битва між прихильниками Кантаве та Армана. Після домовленості армія передала президентство Даніелю Фіньоле. І Кантаве, і Арман подали у відставку, новим головнокомандувачем армії був призначений Антоніо Трасибуле Кебро За президентства Франсуа Дювальє генерал Кантаве був змушений піти у відставку з армії .
У липні 1963 року разом з підполковником Рене Леоном він розпочав спробу повалення диктатора Франсуа Дювальє через кордон Домініканської Республіки. 7 серпня 1963 року відбулася облога Порт-о-Пренса, де президент Дювальє переховувався у своєму президентському палаці  . Протягом кількох тижнів він провів кілька боїв з гаїтянською регулярною армією, поки 22 вересня 1963 року не зазнав жорстокої поразки при спробі захопити казарми Уанамінт. Через три дні відбувся військовий переворот проти президента Домініканської Республіки Хуана Боша, в результаті якого до влади прийшла хунта. Домініканська хунта утримувала Кантаве під вартою, але врешті-решт дозволила йому виїхати у вигнання
 

Кантаве помер у вигнанні у Франції 16 лютого 1967 року.
1. ↑  https://www.haiti-reference.info/pages/notables/getperson.php?personID=I2&tree=A-1
2. ↑  "The Cold Revolution Ends Magloire Departs: New Govt. Provisoire Established", Haiti Sun, December 16, 1956
3. ↑  Chin, John J.; Wright, Joseph; Carter, David B. Historical Dictionary of Modern Coups D'état. Rowman & Littlefield. p. 541-542. ISBN 978-1-5381-2068-2
4. ↑  Rotberg, Robert I.; Clague, Christopher K. (1971). Haiti; the Politics of Squalor (англ.). Houghton Mifflin. ISBN 978-0-395-12105-4.
5. ↑  Hilton, Ronald (1957). Hispanic American Report (англ.). Stanford University, Hispanic American Studies.
6. ↑  "National Assembly Votes Franck Sylvain Replace Pierre-Louis: Second Cold Revolution Dramatic End", Haiti Sun, February 10, 1957
7. ↑  6270.- Histoire d’Haiti: 1934-1986 » Haiti-Référence. Haiti-Référence (fr-FR) . Процитовано 29 вересня 2024.
8. ↑  Smith, Matthew J. (15 травня 2009). Red & Black in Haiti. University of North Carolina Press. ISBN 978-0-8078-3265-3.
9. 1 2  Avril, Prosper (1999). From Glory to Disgrace: The Haitian Army, 1804-1994 (англ.). Universal-Publishers. ISBN 978-1-58112-836-9.
10. 1 2  Léon 04 Jul 1910 Mirebalais d. 16 Feb 1967 Paris, France: Haiti-Reference: Notables et personnalités haïtiennes. web.archive.org. 29 січня 2010. Процитовано 29 вересня 2024.
11. ↑  August - John F. Kennedy Presidential Library & Museum. web.archive.org. 7 листопада 2009. Процитовано 29 вересня 2024.
12. ↑  Haiti: Invasion In Miniature. Time (амер.). 16 серпня 1963. ISSN 0040-781X. Процитовано 29 вересня 2024.
13. ↑  Haiti: Attempts to Overthrow Papa Doc Duvalier. web.archive.org. 22 червня 2015. Процитовано 29 вересня 2024.